# Championnat des Comores féminin de football
Le championnat des Comores féminin de football est une compétition annuelle de football féminin disputée entre clubs de l'élite comorienne.

## Histoire
Après un tournoi promotionnel en 2003 remporté par le Football Club de Mitsamiouli, la Fédération comorienne de football organise son premier championnat féminin en 2008. Les arbitres femmes font leur première apparition lors du championnat 2009. En 2012, le championnat est arrêté pour des raisons financières.

## Palmarès
| Saison    | Champion                  |
| --------- | ------------------------- |
| 2006-2007 | inconnu                   |
| 2008      | FC Mitsamiouli            |
| 2009      | inconnu                   |
| 2009-2010 | FC Mitsamiouli            |
| 2012      | championnat abandonné     |
| 2014-2015 | FC Mirontsy               |
| 2016-2017 | Club Maman                |
| 2018      | FC Ouvanga Espoir de Moya |
| 2019      | FC Ouvanga de Moya        |
| 2020      | championnat non disputé   |
| 2021      | FC Ouvanga de Moya        |
| 2022      | Olympic de Moroni         |
| 2023      | Olympic de Moroni         |
| 2024      | FC Mwali Mdjini           |